# Pangasius kinabatanganensis
Pangasius kinabatanganensis és una espècie de peix de la família dels pangàsids i de l'ordre dels siluriformes.

## Morfologia
Els mascles poden assolir els 23,8 cm de llargària total

## Distribució geogràfica
Es troba a Àsia: nord-est de Borneo.